# Џек Чарлтон
Џек Чарлтон (енгл. Jack Charlton; Ашингтон, 8. мај 1935 — Нортамберланд, 10. јул 2020) био је енглески фудбалер. Био је члан репрезентације Енглеске која је освојила Светско првенство 1966.
Његов рођени брат је познати фудбалер Боби Чарлтон. На свој 30. рођендан добио је позив да игра против Шкотске и потом је за Енглеску наступио 35 пута уз шест постигнутих погодака. Играо је и на Европском првенству две године касније, али и на Светском првенству у Мексику 1970. године. Читаву играчку каријеру је наступао за Лидс јунајтед, за који је одиграо 629 утакмица и постигао 70 голова. Са Лидсом је био шампион Енглеске, освојио је Чемпионшип са њима, а од 2005. године био је члан Куће славних у Енглеској. Радио је као тренер у Мидлзброу, Шефилд вендзеју и Њукаслу. Од 1986. до 1996. године био је селектор Републике Ирске.
Чарлтон је преминуо 10. јула 2020 у 86. години, у сну.

## Успеси

### Клуб
- Првенство Енглеске: 1969.
- ФА куп: 1972.
- Енглески Лига куп: 1968.
- Суперкуп Енглеске: 1969.
- Куп сајамских градова: 1968, 1971.

### Репрезентација
Енглеска
- Светско првенство: 1966.